# 水落簡
水落 簡（みずおち ひろし、1848年（嘉永元年3月） - 1897年（明治30年）2月10日）は、日本の政治家、衆議院議員（1期）。

## 経歴
周防国玖珂郡岩国(のち山口県玖珂郡岩国町、現・岩国市)生まれ。漢学を学ぶ。岩国藩権大属、山口県権大属、大蔵省権中属、同属、横浜正金銀行社員、吉川家家扶、岩国義済堂会長、岩国製糸社長、第百三国立銀行、日本商業銀行各頭取となる。
1892年の第2回衆議院議員総選挙において山口5区から中央交渉会で立候補して当選した。衆議院議員を1期務め、1894年の第3回衆議院議員総選挙は不出馬。1897年に死去した。